# Lajedo

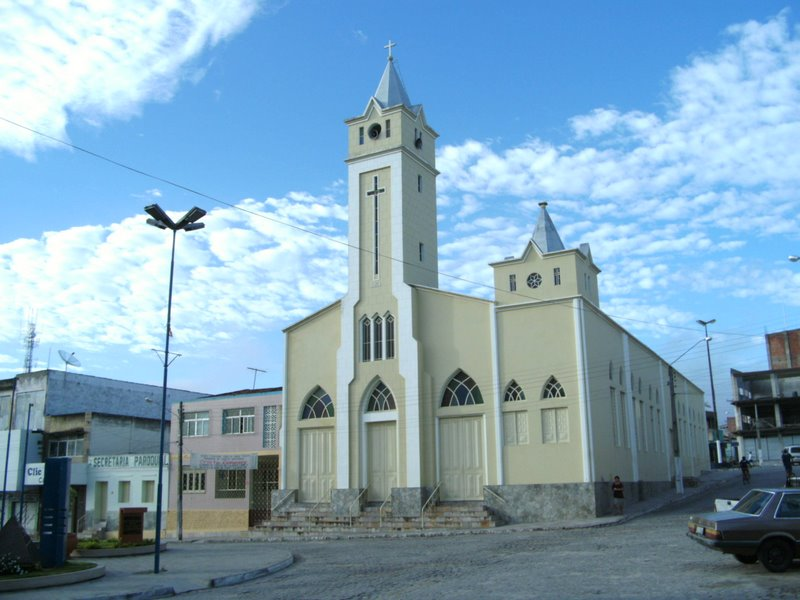
Biserica

Lajedo este un oraș în Pernambuco (PE), Brazilia.